# Odériz
Odériz (Oderitz en euskera y de forma oficial) es una localidad española y un concejo de la Comunidad Foral de Navarra perteneciente al municipio de Larráun. 
Está situado en la Merindad de Pamplona, en la comarca de Norte de Aralar, en el valle de Larráun y a 31 km de la capital de la comunidad, Pamplona. Su  población en 2014 fue de 56 habitantes (INE), su superficie es de 7,66 km² y su densidad de población de 7,31 hab/km².

## Geografía física

### Situación
La localidad de Odériz está situada en la parte sudeste del municipio de Larráun. Su término concejil tiene una superficie de 7,66 km² y limita al norte con los concejos de Arruiz y Astiz; al este con el de Goldáraz en el municipio de Imoz al sur con el de Madoz y al oeste con el de Baráibar.
|                 | Norte: Arruiz y Astiz |                       |
| Oeste: Baráibar |                       | Este: Goldáraz (Imoz) |
|                 | Sur: Madoz            |                       |

## Demografía

### Evolución de la población
| Gráfica de evolución demográfica de Odériz entre 2000 y 2010 |
|                                                              |
| Datos según el nomenclátor publicados por el INE.            |